# Petrus Christus

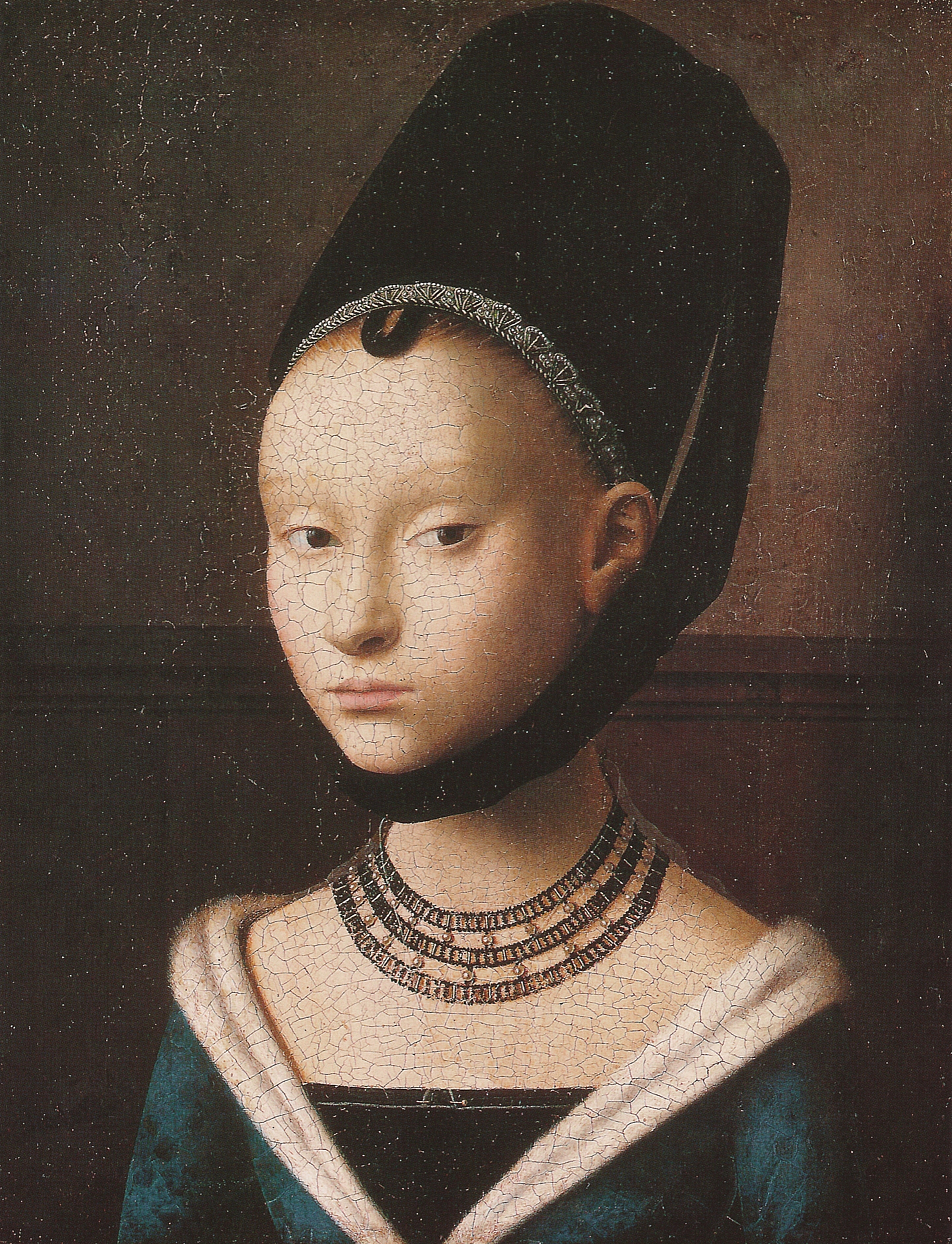
Retrato de Menina

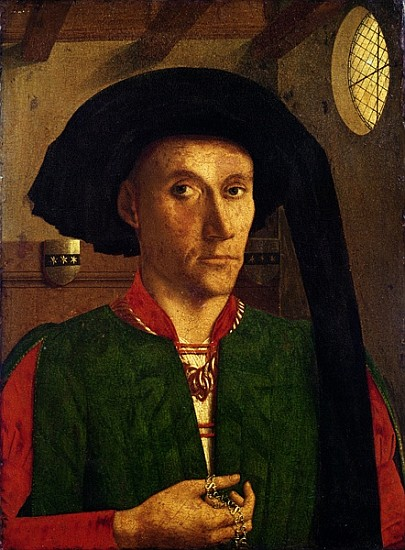
Edward Grimston

Petrus Christus (Baarle, c. 1410 a 1420 — Bruges, 1473) foi um pintor flamengo que trabalhou em Bruges. Nasceu perto de Breda e foi um dos mais próximos seguidores de Jan van Eyck e, possivelmente, seu aluno. Pode até ter concluído alguns trabalhos deixados incompletos pelo mestre.
Na verdade, pesquisas recentes revelaram que Christus foi um pintor independente que mostra em suas obras influências de Dieric Bouts, Robert Campin e Rogier van der Weyden.
Não se sabe se Christus visitou a Itália e estudou a arte de pintores como Antonello da Messina ou seus quadros foram comprados por italianos.

## Obras
- Retrato de uma Jovem Menina